# Witosław Sztyk
Witosław Jerzy Sztyk OFM (ur. 21 sierpnia 1967 w Pyskowicach) – franciszkanin, doktor teologii, prowincjał.

## Życiorys
Witosław Sztyk urodził się w Pyskowicach 21 sierpnia 1967 roku. Do zakonu franciszkańskiego wstąpił w Prowincji Wniebowzięcia Najświętszej Maryi Panny Zakonu Braci Mniejszych w 1986 roku. Po odbyciu rocznego nowicjatu w Osiecznej złożył w 1987 pierwszą profesję zakonną. Następnie studiował filozofię i teologię w Wyższym Seminarium Duchownym Braci Mniejszych w Katowicach. Po przyjęciu święceń kapłańskich 11 maja 1995 roku i krótkiej praktyce duszpasterskiej w parafii w Panewnikach został skierowany na studia specjalistyczne z katechetyki na Papieskim Uniwersytecie Salezjańskim w Rzymie. Studia ukończył doktoratem nostryfikowanym na Katolickim Uniwersytecie Lubelskim.
O. Sztyk był rektorem i wykładowcą seminarium duchownego swojej macierzystej prowincji zakonnej w Katowicach. Decyzją generała zakonu w latach 2015–2021 o. Sztyk był rektorem uczelnianej wspólnoty studenckiej w rzymskim Antonianum. W latach 2021–2022 pełnił urząd administratora parafii w Panewnikach. W 2022 roku został wybrany prowincjałem swojej prowincji zakonnej.